# Vedrinyans
Vedrinyans ([bəðɾi'ɲans], en francès, oficialment, Vedrinyans, Védrignans o Védrinyans) és un vilatge, antic municipi independent, de l'actual comuna nord-catalana de Sallagosa, pertanyent a la comarca de l'Alta Cerdanya.
És situat a 1.389 m d'altitud, al sud-est de Sallagosa, al centre del lloc on comença el llarg apèndix del terme de Sallagosa que segueix la vall del Rec de Vedrinyans, o de les Deveses, i s'enfila cap als contraforts nord-occidentals dels Pirineus.

## Història
Constituït en municipi el 1790, Vedrinyans va ser annexat (al mateix temps que Ro) a la comuna de Sallagosa el 13 de març del 1822.

## Demografia
L'evolució de la població es mostra en focs (famílies) i habitants, de manera diferenciada segons la forma de recompte que es fes en cada època històrica. A partir de l'annexió a Sallagosa (1822), les xifres de població de Ro ja no es registraren per separat.
| Evolució demogràfica de Vedrinyans entre 1365 i 1820 | Evolució demogràfica de Vedrinyans entre 1365 i 1820 | Evolució demogràfica de Vedrinyans entre 1365 i 1820 | Evolució demogràfica de Vedrinyans entre 1365 i 1820 | Evolució demogràfica de Vedrinyans entre 1365 i 1820 | Evolució demogràfica de Vedrinyans entre 1365 i 1820 | Evolució demogràfica de Vedrinyans entre 1365 i 1820 | Evolució demogràfica de Vedrinyans entre 1365 i 1820 | Evolució demogràfica de Vedrinyans entre 1365 i 1820 | Evolució demogràfica de Vedrinyans entre 1365 i 1820 | Evolució demogràfica de Vedrinyans entre 1365 i 1820 | Evolució demogràfica de Vedrinyans entre 1365 i 1820 |
| 1365                                                 | 1378                                                 | 1515                                                 | 1553                                                 | 1720                                                 | 1767                                                 | 1774                                                 | 1789                                                 | 1793                                                 | 1796                                                 | 1800                                                 | 1820                                                 |
| ---------------------------------------------------- | ---------------------------------------------------- | ---------------------------------------------------- | ---------------------------------------------------- | ---------------------------------------------------- | ---------------------------------------------------- | ---------------------------------------------------- | ---------------------------------------------------- | ---------------------------------------------------- | ---------------------------------------------------- | ---------------------------------------------------- | ---------------------------------------------------- |
| 5 f                                                  | 4 f                                                  | 3 f                                                  | 5 f                                                  | 11 f                                                 | 79 h                                                 | 11 f                                                 | 14 f                                                 | 77 h                                                 | 65 h                                                 | 76 h                                                 | 63 h                                                 |

Nota:
- 1720 i 1774: per a Vedrinyans i Croells.

## Llocs i monuments
- Església de Santa Eugènia.